# Ендрю Лепані
Ендрю Лепані (нар. 28 серпня 1979, Порт-Морсбі, Папуа Нова Гвінея) — папуаський футболіст, півзахисник клубу «Хекарі Юнайтед» та збірної Папуа Нової Гвінеї.

## Клубна кар'єра
Кар'єра Ендрю розпочалася в клубі «ПС Юнайтед» (Порт-Морсбі). Пізніше він перейшов до іншої команди, «Космос» (Порт-Морсбі), за яку він виступав у 2004—2008 роках. У 2009 році Лепані перейшов до «Хекарі Юнайтед». Разом з Хекарі він тричі виграв чемпіонат Папуа-Нової Гвінеї в 2010, 2011 та 2012 роках У 2010 році він виграв клубний чемпіонат Океанії.

## Кар'єра в збірній
У збірній Папуа Нової Гвінеї Лепані дебютував в 2003 році У 2012 році він брав участь в Кубку Націй Океанії 2012, який також був частиною кваліфікації до Чемпіонату світу 2014.

## Особисте життя
Ендрю Лепані має молодшого брата, Натаніеля, який свого часу також виступав у клубі «Космос» (Порт-Морсбі), а також є гравцем національної збірної.